# Ambasciata persiana in Europa (1599-1602)

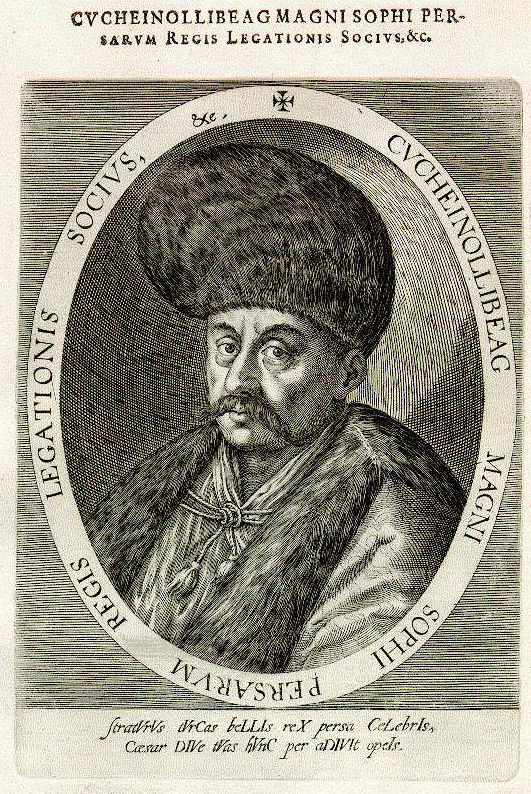
L'ambasciatore Hussein Ali Beg Bayat

L'Ambasciata persiana in Europa (1599-1602) fu una missione diplomatica voluta dallo scià Abbas I di Persia nel 1599 per ottenere un'alleanza contro l'Impero ottomano. I persiani erano in guerra con i turchi da più di un secolo e pertanto decisero di provare ad ottenere l'alleanza degli europei in funzione anti-ottomana. Oltre all'antagonismo territoriale tra ottomani e persiani, vi erano anche ragioni religiose, dal momento che i persiani erano musulmani sciiti mentre gli ottomani erano sunniti. L'obbiettivo della missione diplomatica era dunque quello di stabilire un'alleanza con un paese europeo, preferibilmente l'Impero, per combattere i turchi. La Persia pensò di iniziare a rivolgersi all'Europa dopo la sconfitta subita nella guerra ottomano-safavide (1578-1590).

## Pianificazione

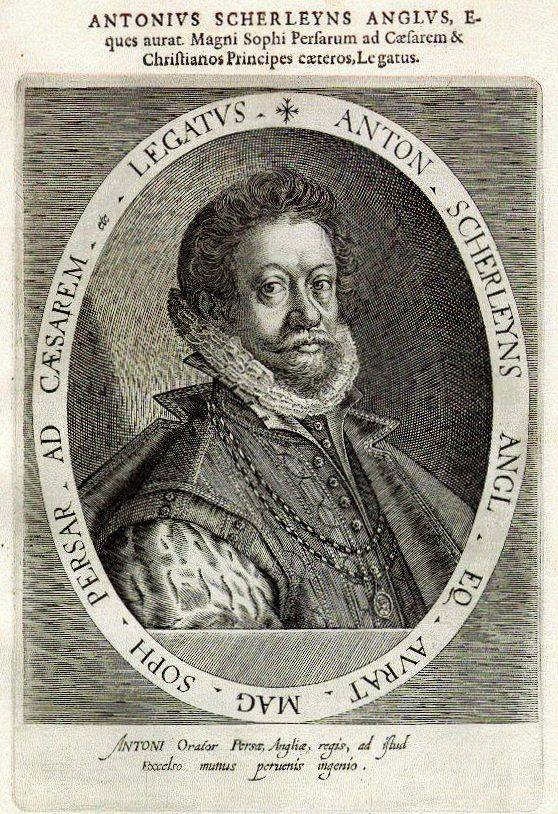
L'avventuriero inglese Anthony Shirley convinse lo scià Abbas I ad inviare un'ambasciata in Europa e la accompagnò personalmente.

L'ambasciata persiana era composta da un ambasciatore, Hussein Ali Beg Bayat e da quattro segretari (il primo segretario d'ambasciata Uruch Beg, figlio del sultano Ali Beg; il nipote dell'ambasciatore 'Ali Quli Beg ed altri due notabili) e venne guidata dall'avventuriero inglese sir Anthony Shirley. Shirley era salpato da Venezia nel maggio del 1599 con 25 altri inglesi ed aveva ottenuto il favore dello scià Abbas I in Persia. I primi contatti tra un paese europeo e la Persia del resto erano stati presi da Anthony Jenkinson su mandato della regina Elisabetta I d'Inghilterra nel 1562.
Il piano era quello di visitare otto corti europee in tutto, con l'invio di un ambasciatore speciale presso la corte dello zar russo Boris Godunov. L'ambasciata incontrò effettivamente tre potentati tedeschi ma si portò oltre solo in Italia ed in Spagna, dal momento che l'idea di visitare le corti di Francia, Inghilterra, Scozia e Polonia venne abbandonata durante il tragitto.

## Itinerario
L'ambasciata partì nel luglio del 1599 da Astrachan'. Da questa raggiunse Mosca nel novembre del 1599.  Dopo un lungo viaggio, il gruppo raggiunse Praga nell'autunno del 1600, dove il gruppo incontrò l'imperatore Rodolfo II del Sacro Romano Impero e dove si fermò per tutto l'inverno. Nella primavera del 1601 il gruppo ripartì alla volta di Monaco di Baviera dove incontrò il duca Guglielmo V di Baviera, portandosi quindi in Italia dove venne ricevuta da Vincenzo Gonzaga a Mantova. L'ambasciata non riuscì ad incontrare il doge Marino Grimani a Venezia come programmato dal momento che questi si rifiutò di incontrare gli ambasciatori dal momento che riteneva opportuno per la Serenissima mantenere i propri buoni rapporti con l'Impero ottomano. L'ultima parte della missione diplomatica si svolse in Spagna, dove il gruppo incontrò re Filippo III di Spagna ed ottenne un passaggio in nave dal Portogallo verso lo stretto di Hormuz e quindi in Persia. Proprio in Spagna, a Merida, ad ogni modo, avvenne un incidente dal momento che il mullah che si trovava al seguito degli ambasciatori venne trafitto a morte da uno spagnolo. L'ambasciata dopo una breve risoluzione del caso partì da Lisbona alla volta della Persia all'inizio del 1602.

## Conseguenze

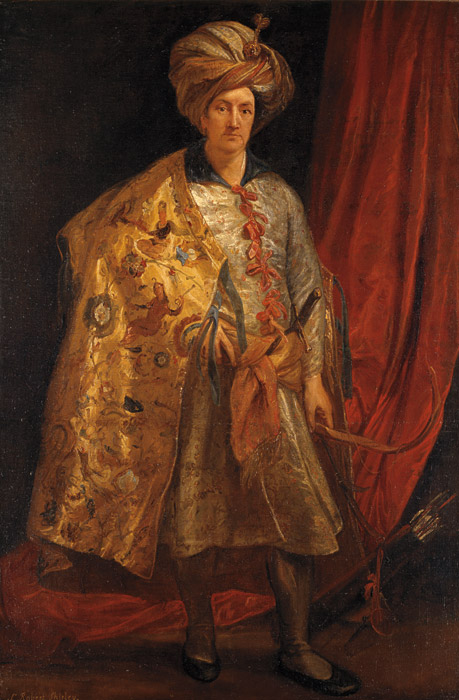
Robert Shirley modernizzò l'esercito persiano portandolo alla vittoria della guerra ottomano-safavide (1603-1618), e guidò una seconda ambasciata persiana in Europa.

Subito dopo il ritorno dell'ambasciata persiana in patria si ebbe un conflitto tra la Persia e l'Impero ottomano, la guerra ottomano-safavide (1603-1618), nella quale i persiani riuscirono a trionfare grazie anche alle riforme ed alle modernizzazioni predisposte dall'inglese Robert Shirley, fratello di Anthony Sherley.
Una seconda ambasciata persiana in Europa (1609-1615) venne quindi organizzata, questa volta guidata dallo stesso Robert Sherley, la quale raggiunse Cracovia, Praga, Firenze, Roma, Madrid, Londra e fece ritorno in Persia attraverso i territori del Gran Mogol in India.
Nel 1616, venne concluso un primo accordo tra lo scià Abbas I e la Compagnia britannica delle Indie orientali e nel 1622 "una forza anglo-persiana congiunta espulse i mercanti portoghesi e spagnoli dal Golfo di Persia".
Nel 1624, Robert Sherley guidò un'altra ambasciata in Inghilterra con l'intento di ottenere nuovi accordi commerciali per la Persia.
Un'ambasciata persiana presso Luigi XIV raggiunse la Francia nel 1715.